# Capricho español

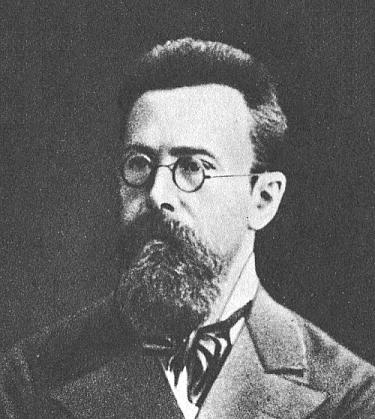
Nikolai Rimski-Kórsakov

Capricho español, Op. 34, es una obra orquestal compuesta en 1887 por Nikolái Rimski-Kórsakov, basada en melodías españolas. El título original en ruso es  Каприччио на испанские темы (Kaprichchio na ispánskiye temy, literalmente Capricho sobre temas españoles). La inspiración de la obra residía en la música que descubrió, en parte, en sus viajes. Entre 1862 y 1865 el compositor había viajado mucho por el mundo debido a su cargo de oficial de la marina rusa. En España pasó varios días en Cádiz.
La obra consta de una parte muy destacada a cargo de un violín solista, hasta el punto de que originalmente estaba concebida como una fantasía para violín y orquesta. Posteriormente, el compositor incorporó otros instrumentos solistas. La ejecución de la obra dura 15 minutos aproximadamente.

## Instrumentación
Está compuesta para 3 flautas, piccolo, 2 oboes (uno alternando el soprano con el corno inglés), 2 clarinetes, 2 fagotes, 4 trompas, 2 trompetas, 3 trombones, 1 tuba, timbales, percusión, 1 arpa y cuerda.

## Estructura de la obra
El Capriccio español consta de cinco movimientos:
1. Alborada. Es un baile festivo del noroeste peninsular (asturiano en este caso) que celebra la salida del sol.
2. Variazioni (Variaciones). Comienza con una melodía de las trompas y posteriormente desarrolla diversas variaciones sobre el tema, con diferentes instrumentos y secciones de la orquesta asumiendo el protagonismo.
3. Alborada. Presenta el mismo tema del primer movimiento de manera casi idéntica, a excepción de cambios en la instrumentación y en la tonalidad.
4. Scena e canto gitano (Escena y canto gitano). Comprende 5 partes, cada una con un instrumento solista diferente: las trompas y trompetas, el violín, la flauta, el clarinete y el arpa. Estas partes para solistas interpretan la melodía sobre un fondo rítmico a cargo de diversos instrumentos de percusión.
5. Fandango asturiano. Es un baile vivo de Asturias. La pieza finaliza con una reaparición, más enérgica que antes, del tema de la Alborada.

Esta obra es a menudo loada por su orquestación, que comprende una gran sección de percusión, así como diversas técnicas especiales y articulaciones. Por ejemplo, en el cuarto movimiento, los violines, violas y violonchelos tienen que imitar guitarras (la partitura de los violines y violas lo detalla con la indicación quasi quitara).
A pesar de la aclamación de la crítica, Rimski-Kórsakov se enfadaba por el hecho de que ciertos aspectos de la obra quedaban ignorados. Menciona en su autobiografía que, según él, lo que hace que esta pieza sea excepcional, más que por su orquestación, es «por el cambio en los timbres y la feliz elección de concepciones melódicas y de patrones de figuras» para cada una de las secciones de instrumentos.[cita requerida]
Pensando en un lector no especializado, se puede decir que no es música de España, sino música rusa sobre temas españoles.